# Rügenpark

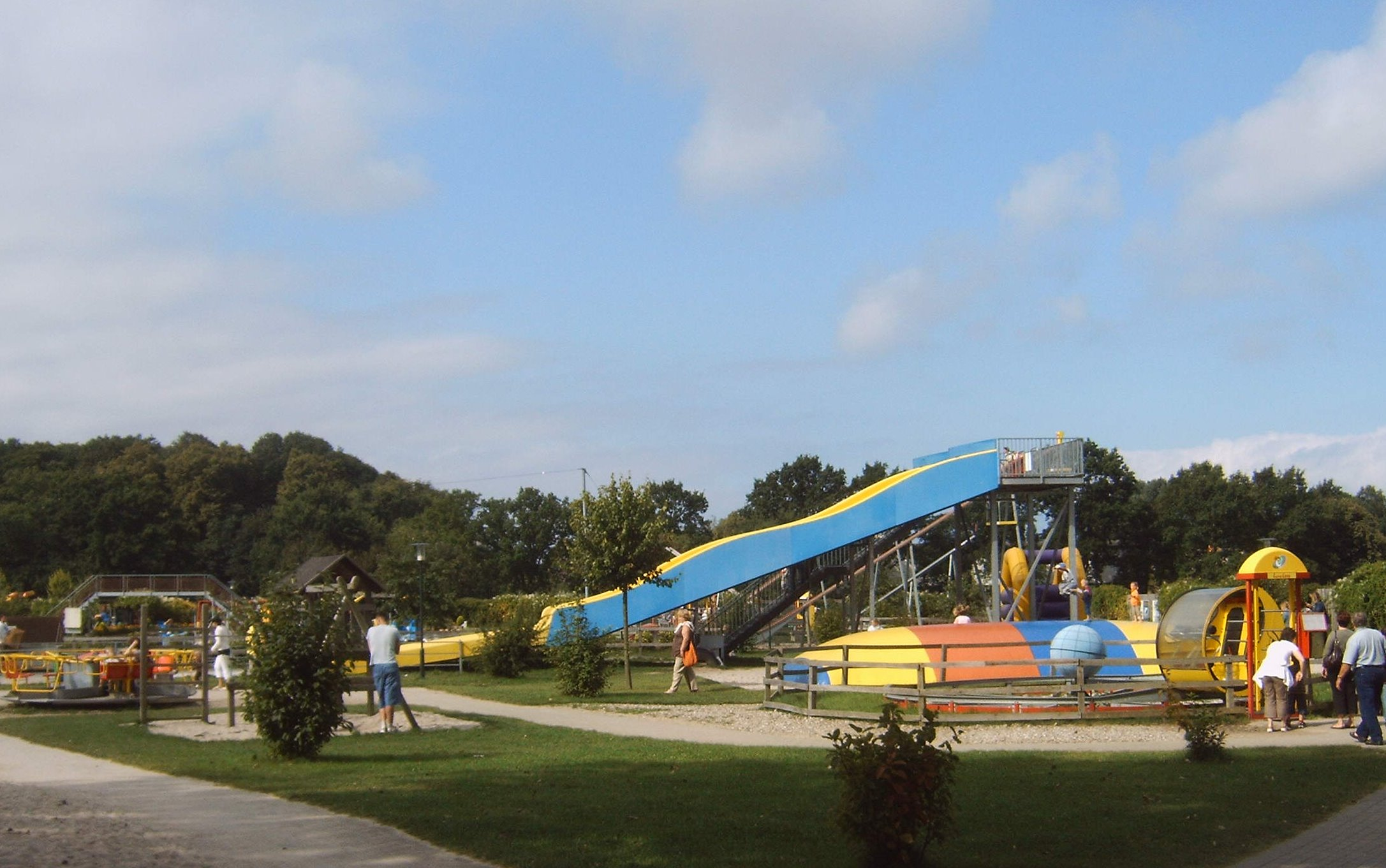
RügenPark - Superrutsche, Hüpfberg und Luna Loop

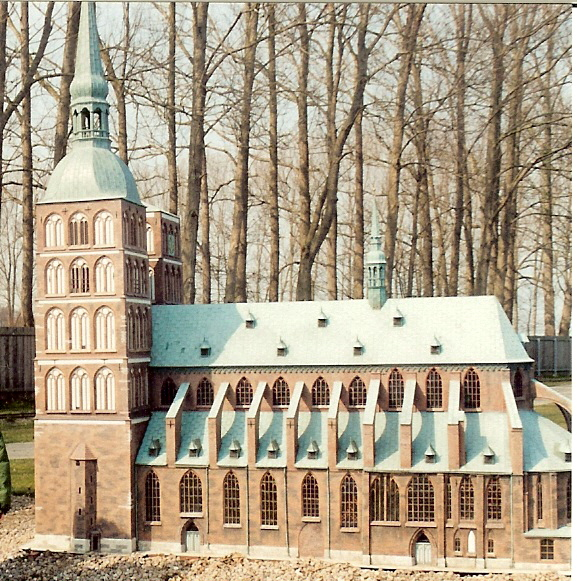
Miniaturmodell der Nikolaikirche von Stralsund im Rügenpark

Der Rügenpark ist ein Freizeitpark in Gingst auf der Ostseeinsel Rügen.
Der nur von April bis Anfang November geöffnete Park gehört zu den kleineren Freizeitparks in Deutschland. Das Gebiet des Parks erstreckt sich auf 40.000 m² am Ortsrand von Gingst.

## Attraktionen
An Attraktionen bietet der Park circa 15 Fahrgeschäfte, die im Eintrittspreis inkludiert sind.

### Achterbahnen
| Name               | Typ                                 | Hersteller | Eröffnungsjahr |
| ------------------ | ----------------------------------- | ---------- | -------------- |
| Butterfly          | Shuttle Coaster, Familienachterbahn | Sunkid     | 2000           |
| Familienachterbahn | Familienachterbahn                  | Zamperla   | 2010           |

### Weitere Attraktionen
- Superrutsche - größere Rutschbahn
- Luna Loop - Insassen einer Gondel fahren im Kreis und werden auf den Kopf gestellt
- Pferdereitbahn - mechanische Reitpferde für Kinder
- Nautic-Jets - ein Boot rutscht von einer Anhöhe in ein Wasserbassin
- Rondello - elektrisch betriebenes von den Fahrgästen gesteuertes Karussell
- Wildwasser-Rondell - sich schnell im Wasser drehendes Karussell
- Seilbahn - kleine Seilbahn für jeweils eine Person
- Jetscooter - gegen Münzen zu nutzende Fahrgeräte für Kinder
- Hüpfberg
- Holiday Schaukel - normale Schaukeln
- Komet - elektrisch betriebene bis in die Waagerechte schaukelnde Gondel
- Streichelzoo - mit mehreren Ziegen und Schafen

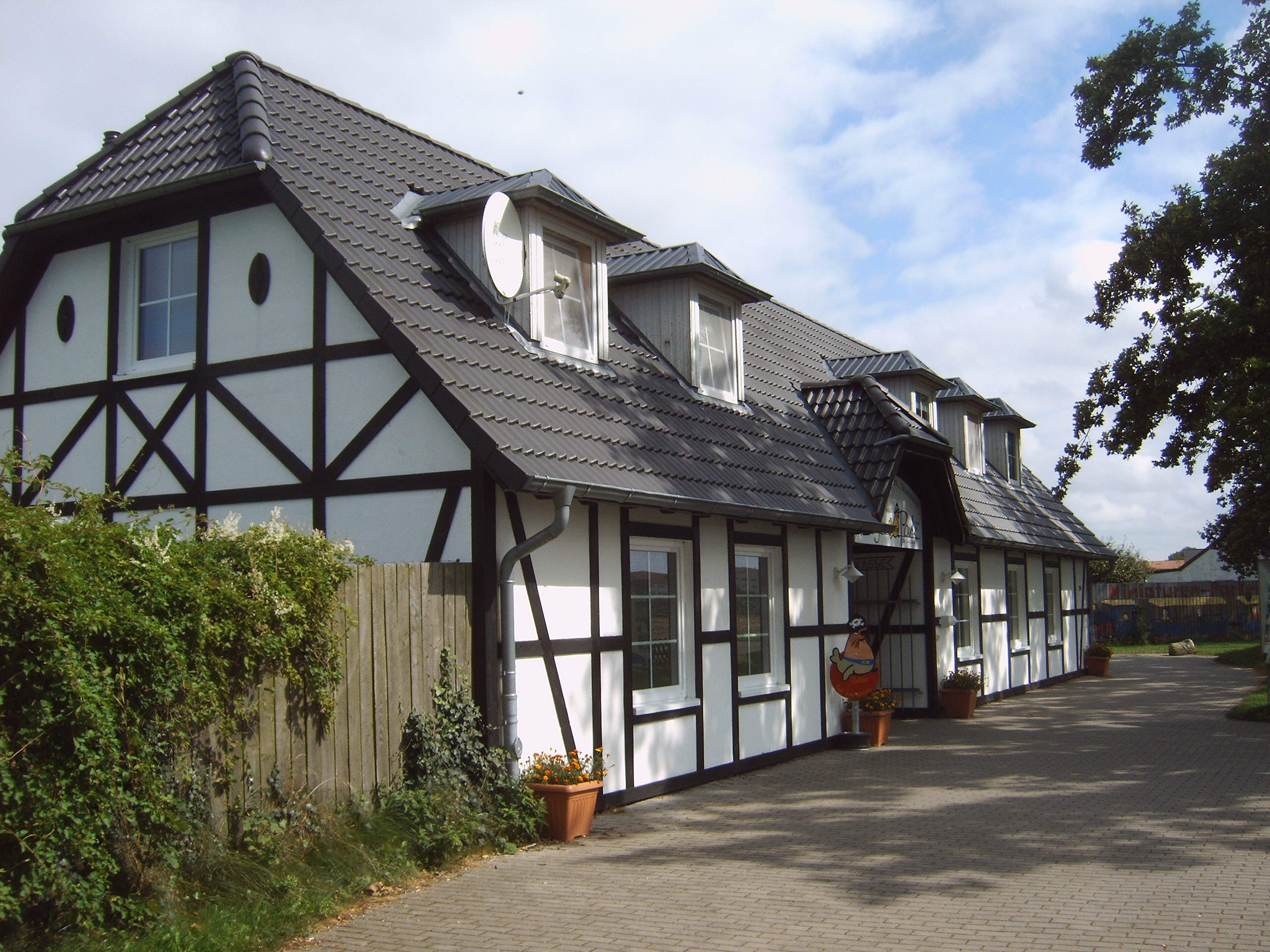
Eingang zum Park

Eine Eisenbahn Emma fährt auf einem Rundkurs durch den Park. Im hinteren Teil des Parks befindet sich ein Selbstbedienungsrestaurant. Eine bewegliche Dinosauriernachbildung in Lebensgröße ist ein beliebtes Fotomotiv.
Alle Fahrattraktionen mit Ausnahme der Parkeisenbahn, der Achterbahn und des Wildwasser-Rondells sind vom Bremer Attraktionenhersteller Heege gebaut worden.

## Miniaturen
Darüber hinaus befinden sich im Park ungefähr 100 große, maßstabsgetreue Nachbildungen (1:25) internationaler Sehenswürdigkeiten wie der Freiheitsstatue, des Schiefen Turms von Pisa oder des deutschen Reichstags. In einer Region des Parks ist die stark gegliederte Insel Rügen mit ihren wichtigsten Bauten als Modell in den Park eingearbeitet.